# Brévigraphie

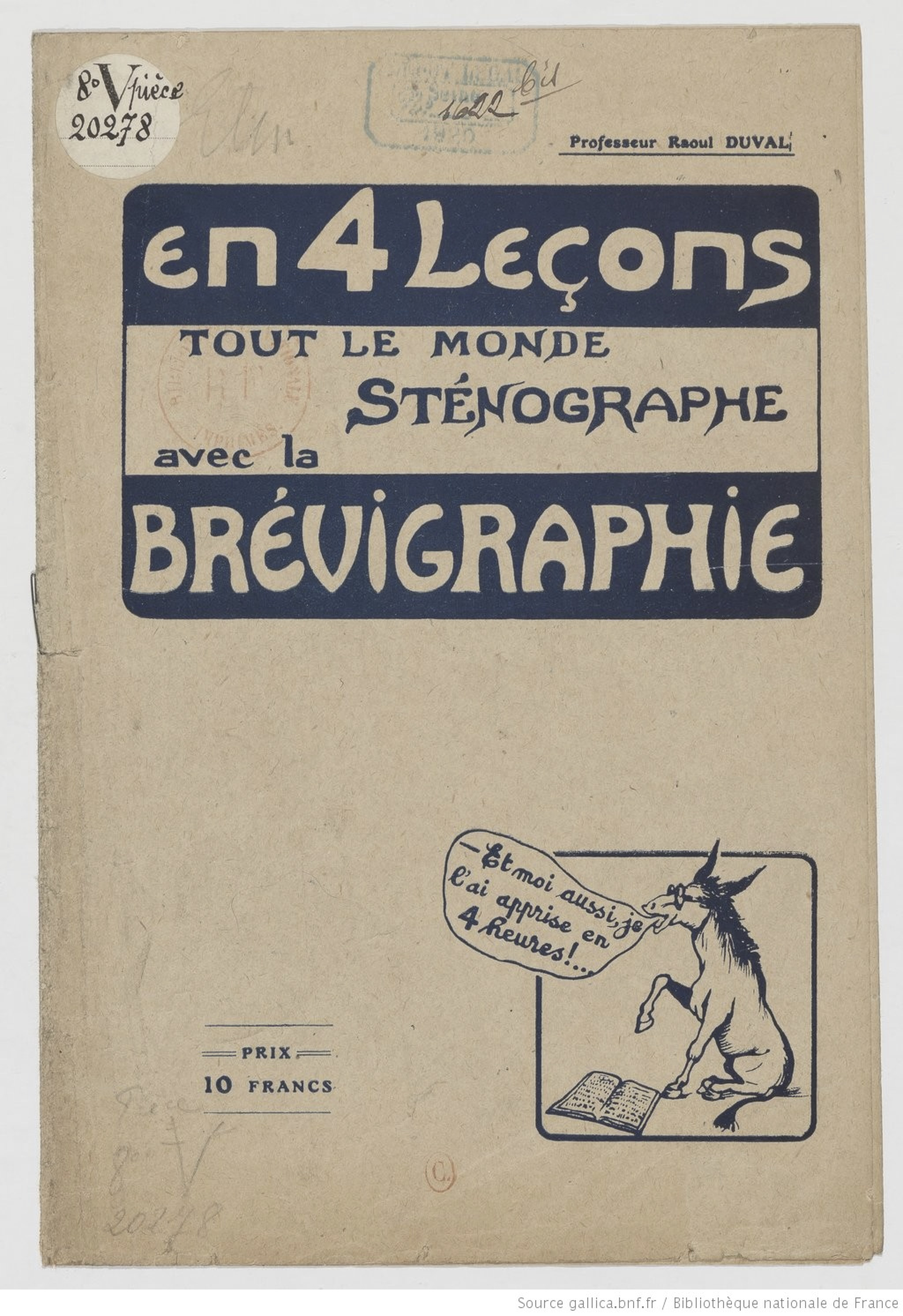
Page de couverture de la méthode de brévigraphie

La brévigraphie est un système de sténographie du français qui n'utilise que les lettres de l'alphabet latin, de diacritiques et de signes de ponctuation. Elle a été proposée en novembre 1920 par le professeur Raoul Duval et permet selon lui de saisir 300 mots par minute tout en ne nécessitant que quatre heures d'apprentissage.

## Méthode
L'écriture est basée sur la prononciation de la langue, aient et est seront rendus par é; l'h muet est supprimé, ph s'écrit par f... De plus, le c et le g sont toujours durs, s ne se prononce jamais comme un z.

### Lettres minuscules et majuscules
- Les voyelles sont supprimées sauf au début d'un mot ou dans le cas où elles sont nécessaires pour éviter la confusion.
- Les consonnes suivent de la lettre r (une fois les voyelles retirées) se met en majuscule.
- Les deux ll mouillés et le son oi s'écrivent par y. Le son ou s'écrit par w. De même our et oir seront rendus par W et Y. Le son eur s'écrit simplement R.
- Les voyelles nasales sont rendues par la voyelle qui commence le diagraphe français (a pour an, o pour on...)

En début de mots:
- Les voyelles suivies par la lettre r s'écrivent par cette même voyelle majuscule

En milieu ou fin de mots:
- R peut signifier aussi ar, er, ir...

### Diacritiques
- Une voyelle ou un son voyelle suivi du son san, zan, tan se rend par cette voyelle surmontée d'un accent circonflexe. Les sons ansan, antan, indan, ... s'écrivent par la voyelle initiale majuscule surmontée de l'accent circonflexe.
- Une voyelle suivie de tion, sion, ction, ption... se met en majuscule.
- Lorsqu'une voyelle est suivie de teur, seur, cteur... on la surmonte du tréma.
- Lorsqu'une consonne est précédée de an, in, on et suivie de eur, on met le tréma sur cette consonne.

### Signes de ponctuations
- La barre de fraction / rend st, str.
- Les deux points rendent graphe, isme, logue.
- La virgule rend graphie, egie, agie...
- Le point rend graphique, blique, ique, astique...

## Utilisation pour d'autres langues
Alfred Michaux recommande son utilisation dans l'écriture du Romanal.